# Kozlany (okres Třebíč)
Kozlany (německy Kozlan, Koslau) jsou obec v okrese Třebíč v Kraji Vysočina, severně od vodní nádrže Dalešice a asi 6 km jihozápadně od Náměště nad Oslavou. Žije zde 138 obyvatel.
Sousedními obcemi sídla jsou Třesov, Koněšín, Studenec a Třebenice.

## Geografie
Kozlanami prochází ze západu na východ silnice z Koněšína do Třesova, směrem na sever z Kozlan vede silnice ke Studenci. Směrem na západ vede také užitková silnice do chatové osady, na jih pak vede užitková silnice do chatové osady, k Třesovské hájovně a na tzv. Lavičky. Na východním okraji území obce vede silnice II/399. Ze západu na východ vede cyklostezka 5207, blíže k dalešické přehradě pak vede její odbočka 5207a, obě stezky se spojují v Kozlanech a dále pokračují do Třesova jako cyklostezka 5207. Nad údolím dalešické přehrady vede zelená turistická stezka, ta pak prochází chatovou osadou západně od Kozlan, pak pokračuje nad Kozlovské skály kolem Maxova kříže a pak pokračuje podél přehrady k Třesovské hájovně a k Lavičkám. Na dalešické přehradě probíhá lodní doprava.
Severní část území obce a část východně a západně od Kozlan je využívána zemědělsky, jižní část nad údolím dalešické přehrady je svažitá do údolí a zalesněná. Součástí území obce je i ostrov Kozlov se stejnojmenným hradem.
Část východní hranice území obce je tvořena Třesovským potokem, ten se pak na území Třesova vlévá do Jihlavy, do Jihlavy se vlévá i Kozlanský potok, který pramení v Kozlanech a pak tvoří hluboké údolí, které teče kolem Kozlovských skal. Jižní část hranice území obce tvoří řeka Jihlava respektive Vodní nádrž Dalešice.
Západně od Kozlan se nachází kopec Sinča s vysílačem (468 m), jižně od Kozlan se nachází nepojmenovaný kopec s kótou 452 m. Jihozápadně od Kozlan se nachází ostrov Kozlov se stejnojmenným hradem, ten je od pevniny oddělen krátkou úžinou pod vysokými Kozlovskými skalami, skály jsou i na ostrově, jižně od Kozlan jsou také časté skalní útvary. Nedaleko Kozlovských skal je také Maxův kříž s pomníkem trampům.
Kozlany se nachází téměř uprostřed území obce, jižně od vesnice se nachází na okraji území Třesovská hájovna.

## Historie
První písemná zmínka o obci pochází z roku 1104. Kozlany spadaly od dávných dob do majetku třebíčského kláštera, hrad i panský dvůr jsou zmiňovány v 16. století, obojí je zmíněno jako pusté. Obec byla pojmenována zřejmě podle hradu nebo kopce Kozlova, který zanikl pravděpodobně kolem 15. století. V roce 1468 byl třebíčský klášter dobyt králem Matyášem a ten pak prodal klášter i s jeho majetkem Zdeňkovi ze Šternberka a Lomnice, následně pak kolem roku 1490 byl klášter spolu s Kozlany a dalšími obcemi prodán do rukou pánů z Boskovic a Pernštejna, posléze pánům ze Žerotína a pak v roce 1551 (nebo 1556) byly Kozlany prodány Oldřichovi z Lomnice a Náměště. V roce 1752 pak náměšťské panství i s Kozlany zakoupili Haugvicové z Biskupic.
V roce 1941 se nedaleké Juřicově hájence uskutečnila schůze Komunistického svazu mladé generace, ale byla prozrazena a hajný Leopold Juřica byl odvezen do Mauthausenu, kde v roce 1941 zemřel, jeho bratr pak zemřel v roce 1943 v Osvětimi.
Do roku 1849 patřily Kozlany do náměšťského panství, od roku 1850 patřily do okresu Moravský Krumlov, pak od roku 1868 do okresu Třebíč, pak mezi lety 1949 a 1951 do okresu Velká Bíteš a od roku 1951 do okresu Třebíč. Mezi lety 1850 a 1919 patřily Kozlany pod Koněšín a mezi lety 1980 a 1990 byla obec začleněna pod Studenec, následně se obec osamostatnila.
| Rok            | 1869 | 1880 | 1890 | 1900 | 1910 | 1921 | 1930 | 1950 | 1961 | 1970 | 1980 | 1991 | 2001 | 2011 | 2021 |
| -------------- | ---- | ---- | ---- | ---- | ---- | ---- | ---- | ---- | ---- | ---- | ---- | ---- | ---- | ---- | ---- |
| Počet obyvatel | 140  | 127  | 126  | 126  | 134  | 132  | 149  | 116  | 134  | 140  | 133  | 118  | 117  | 117  | 139  |
| Počet domů     | 17   | 19   | 20   | 21   | 21   | 21   | 25   | 29   | 27   | 28   | 28   | 33   | 37   | 44   | 51   |

## Politika

### Volby do Poslanecké sněmovny
|       | 2006              | 2010               | 2013               | 2017               | 2021                  |
| ----- | ----------------- | ------------------ | ------------------ | ------------------ | --------------------- |
| 1.    | ČSSD (34,92 %)    | ČSSD (18,57 %)     | KDU-ČSL (22,85 %)  | KDU-ČSL (30,0 %)   | SPOLU (34,88 %)       |
| 2.    | ODS (30,15 %)     | TOP 09 (18,57 %)   | KSČM (18,57 %)     | ANO (18,33 %)      | ANO (20,93 %)         |
| 3.    | KDU-ČSL (14,28 %) | KSČM (15,71 %)     | TOP 09 (11,42 %)   | ODS (16,66 %)      | Piráti+STAN (11,62 %) |
| účast | 63,64 % (63 z 99) | 63,64 % (70 z 110) | 59,50 % (72 z 121) | 53,10 % (60 z 113) | 75,21 % (88 z 117)    |

### Volby do krajského zastupitelstva
|      | 1.                       | 2.                     | 3.                    | účast              |
| ---- | ------------------------ | ---------------------- | --------------------- | ------------------ |
| 2000 | SNK (22,95 %)            | 4KOALICE (21,31 %)     | SV (14,75 %)          | 64,21 % (61 z 95)  |
| 2004 | ODS (28,12 %)            | KDU-ČSL (25 %)         | SNK (12,5 %)          | 32,98 % (32 z 97)  |
| 2008 | ČSSD (30 %)              | SNK ED (22,5 %)        | ODS (22,5 %)          | 38,1 % (40 z 105)  |
| 2012 | ODS (21,87 %)            | Pro Vysočinu (18,75 %) | KDU-ČSL (15,62 %)     | 31,82 % (35 z 110) |
| 2016 | KDU-ČSL (29,54 %)        | ANO 2011 (13,63 %)     | ODS (11,36 %)         | 37,93 % (44 z 116) |
| 2020 | KDU-ČSL (18,36 %)        | ČSSD (16,32 %)         | ODS+STO (16,32 %)     | 43,86 % (50 z 114) |
| 2024 | ODS+TOP 09+STO (24,48 %) | ANO (18,36 %)          | STAN+SNK ED (18,36 %) | 44,74 % (51 z 114) |

### Prezidentské volby
V prvním kole prezidentských voleb v roce 2013 první místo obsadil Jan Fischer (22 hlasů), druhé místo obsadil Miloš Zeman (15 hlasů) a třetí místo obsadil Karel Schwarzenberg (13 hlasů). Volební účast byla 71,17 %, tj. 79 ze 111 oprávněných voličů. V druhém kole prezidentských voleb v roce 2013 první místo obsadil Miloš Zeman (42 hlasů) a druhé místo obsadil Karel Schwarzenberg (32 hlasů). Volební účast byla 64,91 %, tj. 74 ze 114 oprávněných voličů.
V prvním kole prezidentských voleb v roce 2018 první místo obsadil Jiří Drahoš (28 hlasů), druhé místo obsadil Miloš Zeman (15 hlasů) a třetí místo obsadil Michal Horáček (13 hlasů). Volební účast byla 64,91 %, tj. 74 ze 114 oprávněných voličů. V druhém kole prezidentských voleb v roce 2018 první místo obsadil Jiří Drahoš (50 hlasů) a druhé místo obsadil Miloš Zeman (30 hlasů). Volební účast byla 67,80 %, tj. 80 ze 118 oprávněných voličů.
V prvním kole prezidentských voleb v roce 2023 první místo obsadil Petr Pavel (33 hlasů), druhé místo obsadil Andrej Babiš (25 hlasů) a třetí místo obsadila Danuše Nerudová (12 hlasů). Volební účast byla 79,82 %, tj. 91 ze 114 oprávněných voličů. V druhém kole prezidentských voleb v roce 2023 první místo obsadil Petr Pavel (65 hlasů) a druhé místo obsadil Andrej Babiš (29 hlasů). Volební účast byla 78,33 %, tj. 94 ze 120 oprávněných voličů.

## Pamětihodnosti
- Zřícenina hradu Kozlov na jih od vesnice, na břehu vodní nádrže Dalešice. Hrad pochází ze 14. století, zanikl pravděpodobně již v 15. století.[4]

## Galerie

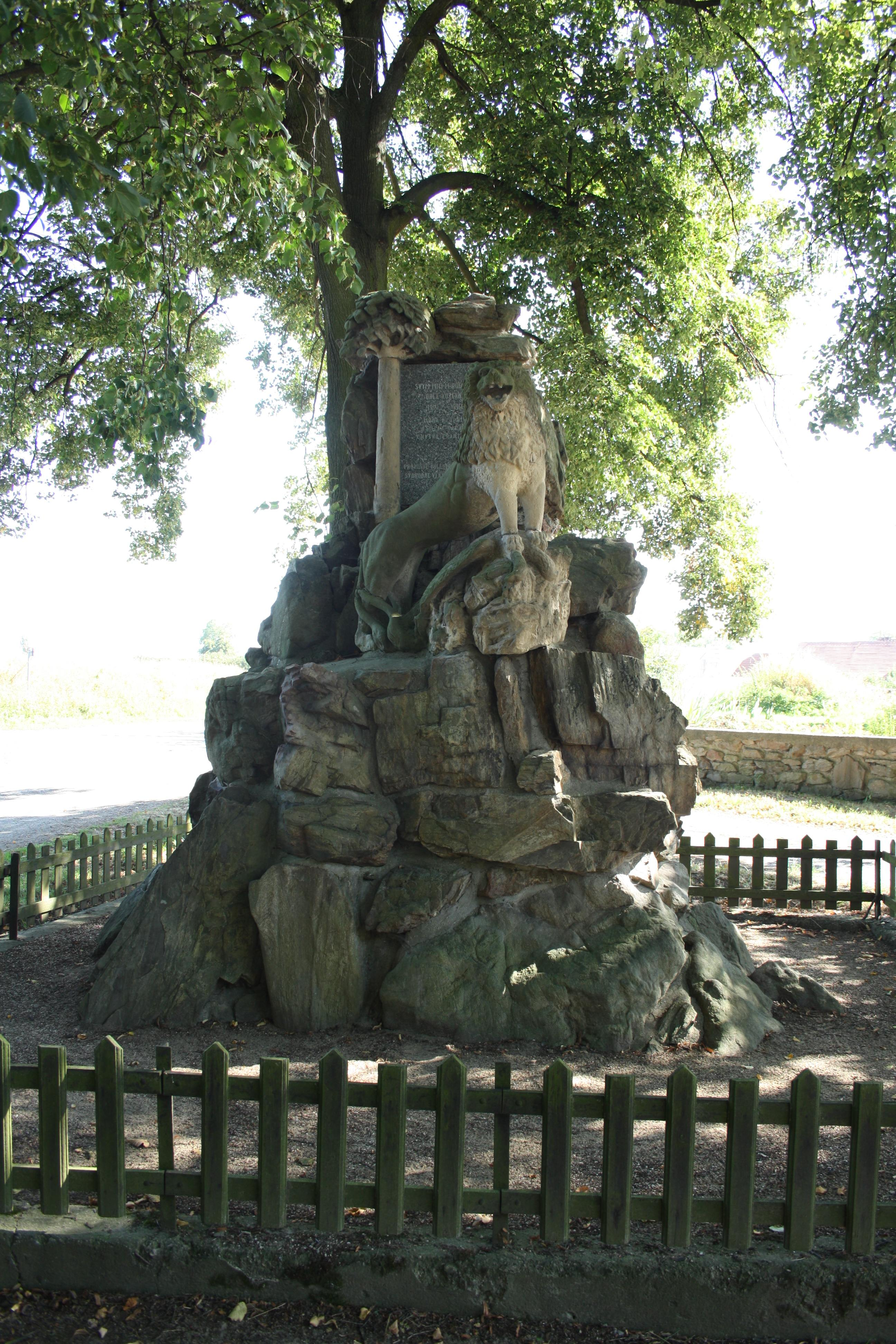
Socha lva v Kozlanech, pocta obci a rodičům
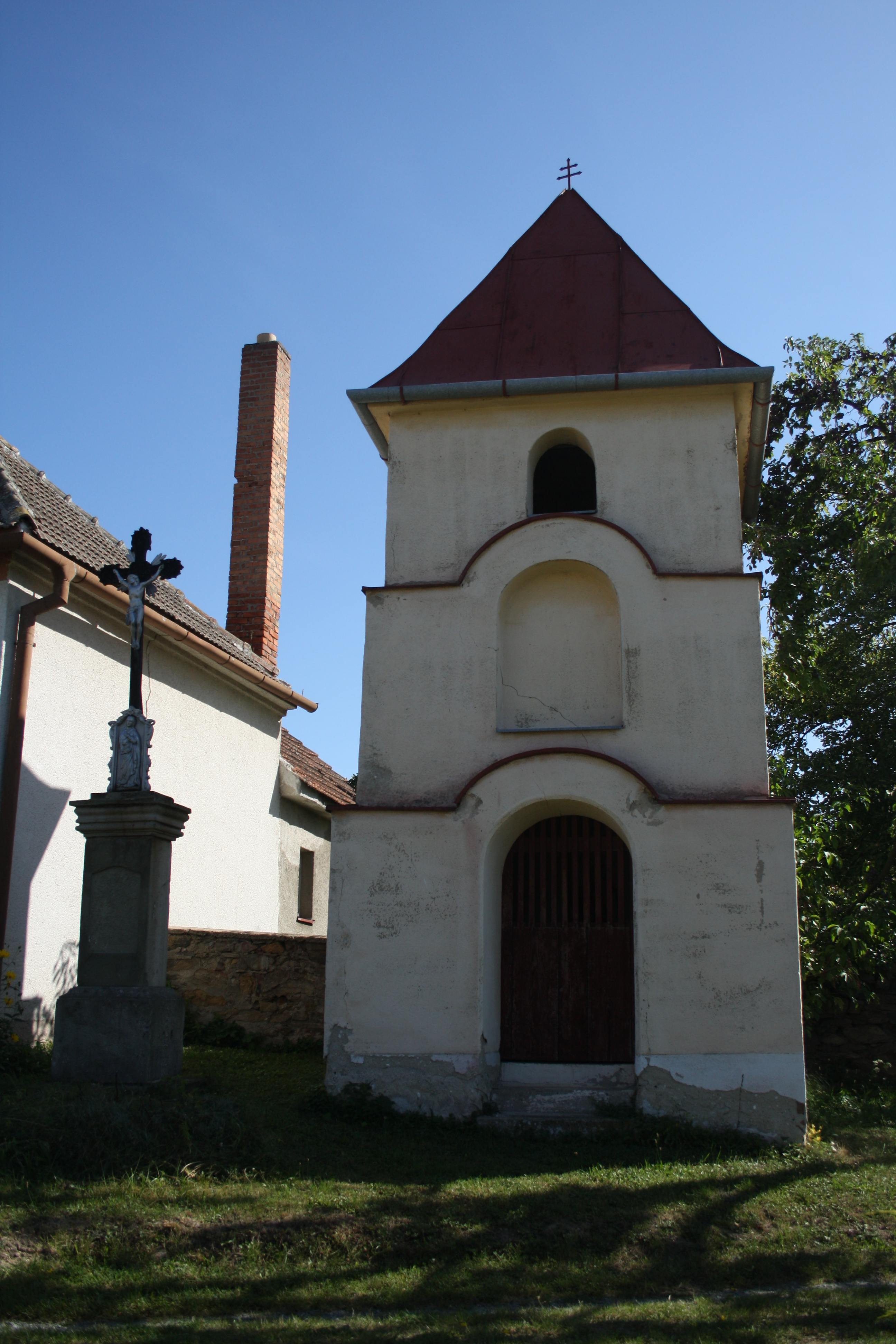
Kaple a kříž v centru Kozlan
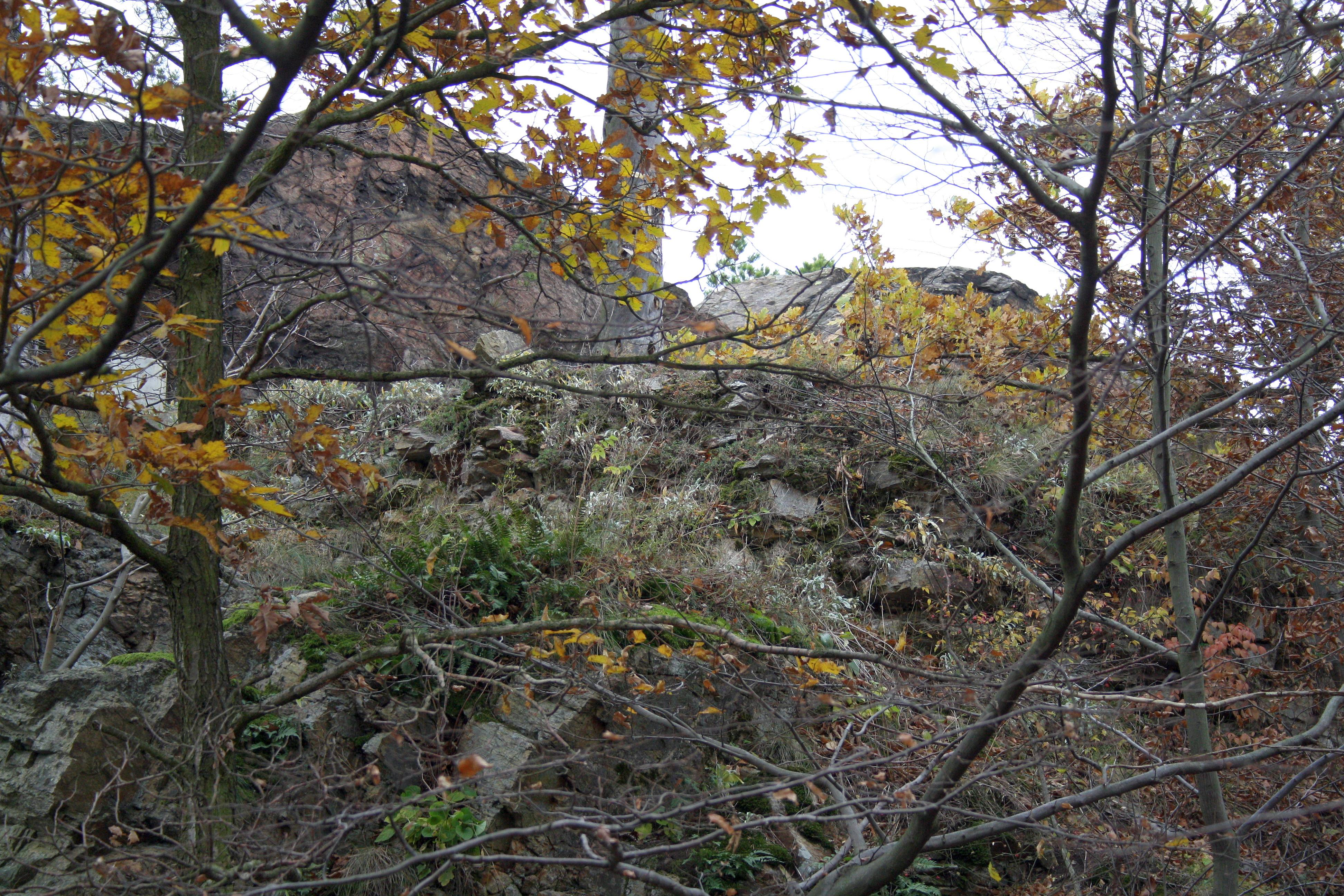
Zřícenina hradu Kozlov